# Bernardino Passeri

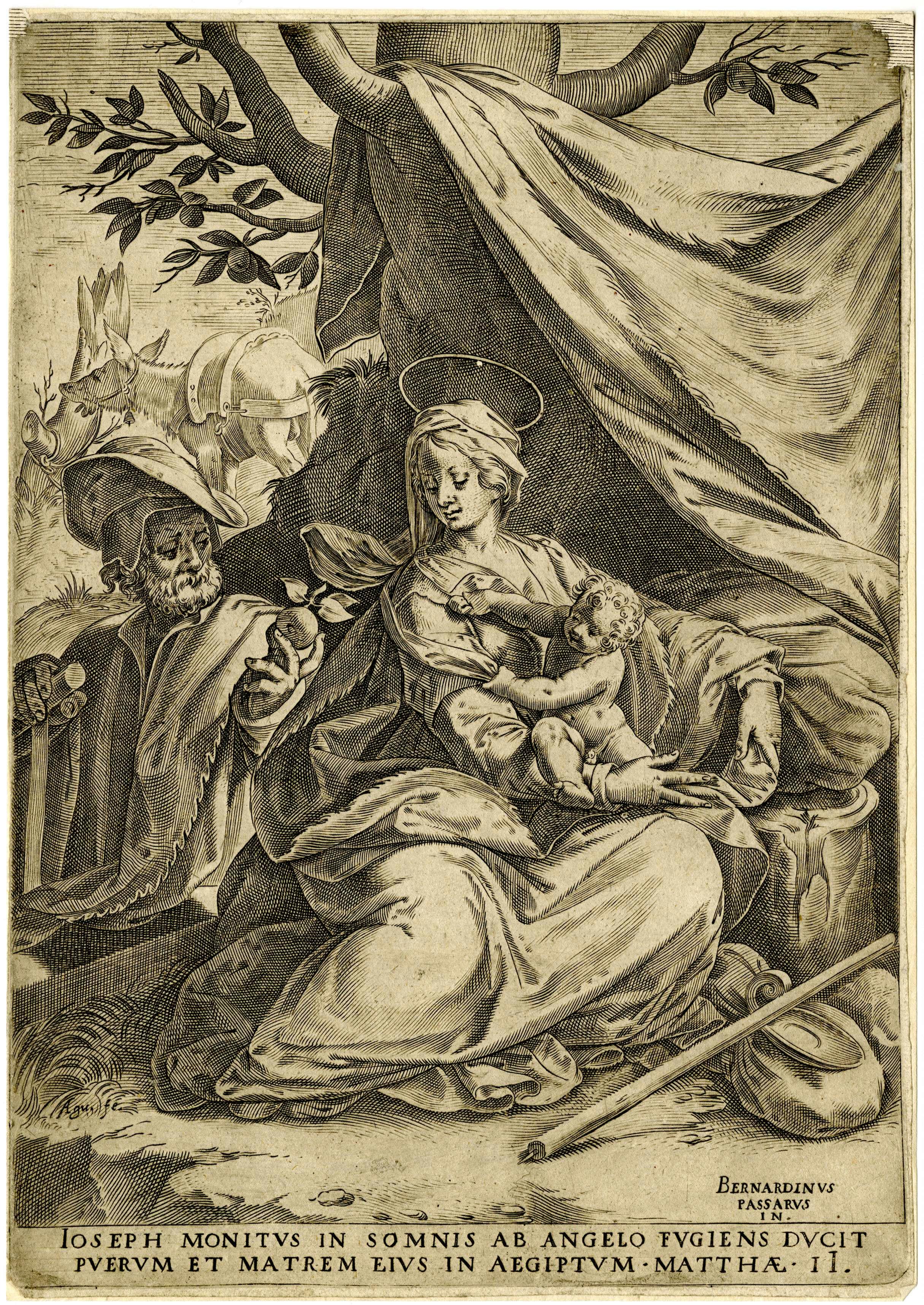
Descanso en la huida a Egipto, grabado de Agostino Carracci según Bernardino Passeri, circa 1580.

Bernardino Passeri (floruit 1576-1585) fue un grabador, dibujante y pintor italiano activo en Roma. 
Documentando como pintor en Roma, lo que de él se conoce son exclusivamente los dibujos que proporcionó para las ilustraciones de un reducido número de libros impresos en Roma y Amberes. Junto con alguna estampa suelta, que ocasionalmente pudo encargarse personalmente de grabar y estampar, deben de corresponderle buena parte de las 55 estampas que ilustran el Rerun sacrarum liber de Lorenzo Gambara, impreso por Cristóbal Plantino en Amberes en 1576, aunque sólo uno de sus grabados vaya firmado por él y otro por Pieter van der Borcht y Johannes Wierix como grabador. Son suyos íntegramente los cincuenta dibujos de la vida de san Benito de Nursia grabados por Aliprando Caprioli que exornan la Vita et miracula sanctissimi patris Benedicti. Obra impresa en Roma en 1579 y varias veces reimpresa, sus ilustraciones tendrán una influencia decisiva en la fijación de la iconografía propia del santo, siendo muy imitadas por artistas posteriores, como también lo serán las 153 estampas de las Evangelicae historiae imagines, Amberes, 1593, grabadas por Hieronymus Wierix y sus hermanos Johannes y Anton, aunque los dibujos, en su mayoría de Passeri, pueden ser anteriores a 1580, fecha de la muerte del padre Jerónimo Nadal, autor de las Meditaciones que debían acompañar a las imágenes.